# غربي المحيط الهندي والمحيط الهادئ

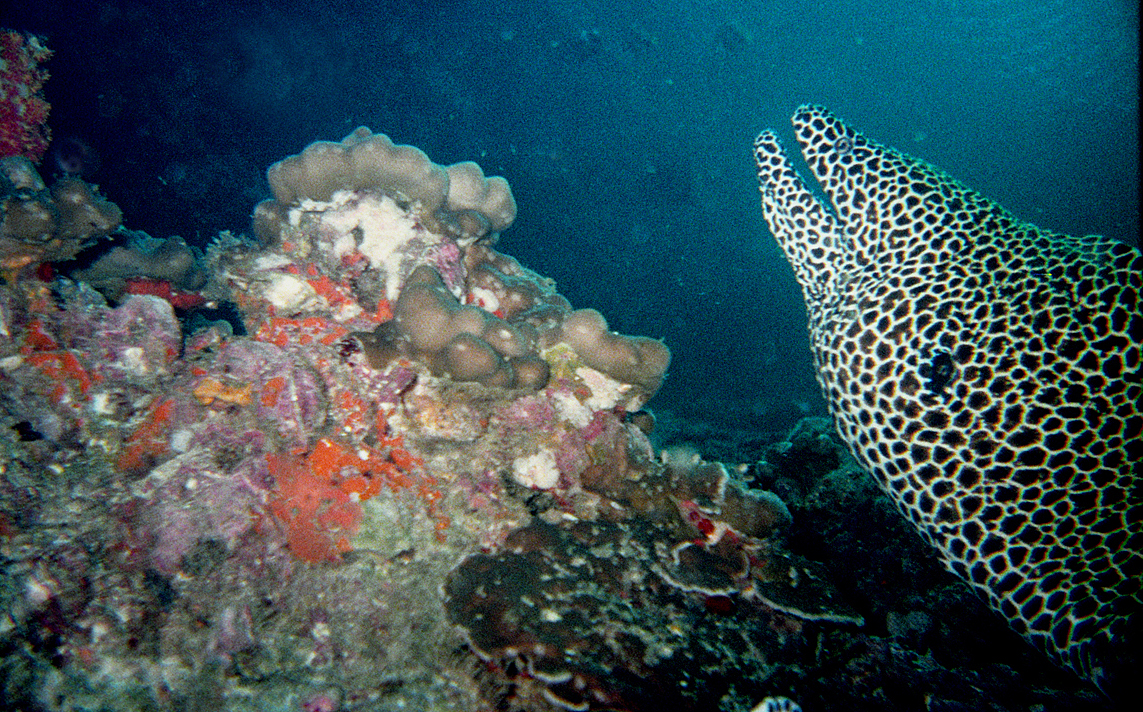

إن غربي المحيط الهندي والمحيط الهادئ هي منطقة جغرافية حيوية من بحار الأرض، تتألف من المياه الاستوائية في شرقي ووسط المحيط الهندي. وهي جزء من المحيط الهندي والهادئ، وتضم المحيط الهندي الاستوائي وشرقي ووسط المحيط الهادئ والبحار التي تربط الاثنين في المنطقة العامة من إندونيسيا. ويمكن تصنيف غربي المحيط الهندي والمحيط الهادئ باعتبارها مملكة بحرية، فهو أحد أكبر التقسيمات الجغرافية الحيوية لأحواض المحيط في العالم، أو يمكن تصنيفه كمملكة فرعية للمحيط الهندي والهادئ.
تغطي مملكة غربي المحيط الهندي والمحيط الهادئ القطاع الغربي والأوسط من المحيط الهندي، ويضم الساحل الشرقي لإفريقيا والبحر الأحمر وخليج عدن والخليج العربي وبحر العرب وخليج البنغال وبحر أندامان, بالإضافة إلى المياه الساحلية المحيطة بـ مدغشقر وسيشيل وجزر القمر وجزر الماسكارين وجزر المالديف وأرخبيل جاكوس.
ويحدث التقاء غربي المحيط الهندي والهادئ مع وسط المحيط الهندي والهادئ عند مضيق ملقا وعند جنوبي سومطرة.
لا يضم غربي المحيط الهندي والمحيط الهادئ مساحات المياه المعتدلة والقطبية من المحيط الهندي، والتي هي جزء من عوالم بحرية منفصلة. وتقع الحدود بين العوالم البحرية لغربي المحيط الهندي والهادئ وجنوبي إفريقيا المعتدل جنوبي موزمبيق, حيث يوجد أقصى جنوب الأيكات الساحلية والمرجانالاستوائي.

## التقسيمات الفرعية
ينقسم غربي المحيط الهندي والمحيط الهادئ أيضًا إلى أقسام فرعية من الأقاليم البحرية، وتنقسم تلك الأقاليم البحرية بدورها إلى مناطق بيئية بحرية:

### البحر الأحمر وخليج عدن
- شمال ووسط البحر الأحمر
- جنوب البحر الأحمر
- خليج عدن

### المنطقة الصومالية والعربية
- الخليج العربي
- خليج عمان
- غرب بحر العرب
- الساحل الصومالي الأوسط

### غرب المحيط الهندي
- ساحل الرياح الموسمية الشمالية
- الساحل المرجاني بشرق إفريقيا
- سيشيل
- جزر سانت براندون/جزيرة تروملين
- جزر الماسكارين
- جنوب شرق مدغشقر
- غرب وجنوب مدغشقر
- خليج سوفالا/ساحل سوامب
- خليج دو لاغوا

### الإفريز الغربي والجنوبي من المحيط الهندي
- غرب الهند
- جنوب الهند وسريلانكا

### الجزر الوسطى بالمحيط الهندي
- جزر المالديف
- جاكوس

### خليج البنغال
- شرق الهند
- شمال خليج البنغال

### أندامان
- جزر أندامان ونيكوبار
- الساحل المرجاني لبحر أندامان
- غرب سومطرة